# Каковський Антін Хомич
Антін Хомич Како́вський (26 січня 1871, село Пришивальня, Київська губернія — 3 березня 1953, Київ) — український лікар, вчений, педагог-вихователь, винахідник. Винайшов (1910) методику підрахунку клітинних елементів у сечі, яку пізніше (1925) вдосконалив шотландець, професор Стенфорду Томас Аддіс (проба Каковського — Аддіса).
Запропонував низку інструментів: предметний мікрометр, металеве зубне дзеркало, гортанне асептичне дзеркало, які отримали світове визнання.
Публікувався в Німеччині, Франції, Англії, Бельгії, Австро-Угорщині, США.
Піддавався репресіям комуністичного режиму. В СРСР переважно замовчуваний.

## Біографія
Народився 26 січня 1871 року в селі Пришивальня Васильківського повіту Київської губернії у священицькій родині. Батько Хома Федорович Каковський та мати Марія Костянтинівна з Троцьких.
Закінчив Київську Духовну семінарію у 1892 році. У 1892—1894 роках навчався у Томському Імператорському університеті, потім — на медичному факультеті Київського імператорського університету Св. Володимира, після закінчення якого 1898 року здобув диплом лікаря.
З 1899 року працював лікарем Олександрівської лікарні міста Києва. Був першим інтерном Феофіла Яновського.
У фармакологічній лабораторії професора Рудольфа Коберта при Ростоцькому університеті підготував до захисту докторську дисертацію з медицини, яку захистив у 1904 році в Юр'ївському університеті.
Працював у Київському Імператорському університеті святого Володимира під керівництвом професора Феофіла Яновського. Отримав посаду приват-доцента медичного факультету Київського Імператорського університету Святого Володимира. З 1916 до 1925 року викладав на медичному факультеті Харківського університету (1920 — Харківська медична академія, з 1921 — Харківський медичний інститут).
Перед Другою Світовою Війною та в післявоєнні роки працював у Києві лікарем-гомеопатом[неавторитетне джерело][неавторитетне джерело], автор статей «Лечение больных гриппом», «Лечение язвенных болезней желудка и 12-перстной кишки гомеопатическим методом»[неавторитетне джерело].
Помер у Києві 3 березня 1953 року, похований на Байковому цвинтарі.

## Наукова діяльність
Дисертація на ступінь доктора медицини «О влиянии различных веществ на вырезанное сердце холоднокровных и теплокровных животных»  була захищена у Юр'ївському університеті у 1904 році.
Бувши представником нефрологічного напрямку терапевтичної школи Ф. Г. Яновського, запроваджував методи лікування нефритів, зокрема використовував дієтотерапію:
- «Пряности при нефритах» (Новое в медицине № 11 стр. 14-16);
- «О влиянии употребления в пищу грибов на течение нефритов» (Русский врач, 1912 № 42, 1743)

Для контролю методів лікування ним був розроблений аналіз множинного визначення еритроцитів та лейкоцитів у сечі, яка збиралася у продовж восьми годин після сну.
Вперше спосіб збору сечі та підрахунок еритроцитів і лейкоцитів було винайдено Каковським у 1910 році (Русский врач, 1910, 14, 1444 та німецькому Deutsche Medizinische Wochenschrift, 1910, 51).

## Педагогічна діяльність
Викладав курс лекцій «Терапевтичної техніки», методи догляду за хворими, питання відносин між лікарями, основи фізеотерапії та ін. Окрім цього передавав свій багатий практичний досвід. У книзі професорів Гелія Аронова та Анатолія Пелещука «Легенди і бувальщина київської медицини» про Каковського написано таке:
|  | …«В циклі лекцій “терапевтичної техніки” Каковський докладно пояснював, як треба себе вести з багатим пацієнтом, щоб той не тільки став постійним клієнтом, але і сприяв приходу до лікаря не менш заможних знайомих. Зокрема, він зауважував, що заможного хворого не слід лікувати дешевими і простими засобами, бо це не справляє враження на пацієнта. У зв’язку з цим викладалися способи зробити ліки дорожчими, природно, за рахунок введення не шкідливих компонентів»… |